# PLEVA

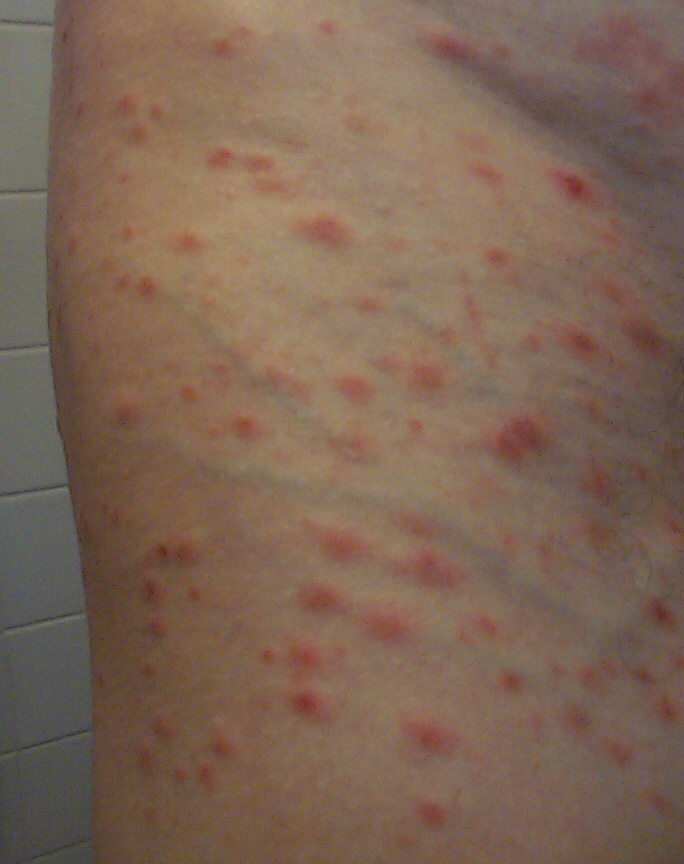
Zmiany skórne w przebiegu PLEVA

PLEVA, łupież liszajowaty ospopodobny ostry, choroba Habermanna-Muchy (łac. pityriasis lichenoides et varioliformis acuta) – schorzenie dermatologiczne o przypuszczalnie autoimmunologicznym podłożu.

## Obraz kliniczny
W PLEVA objawem pierwotnym są polimorficzne, rozsiane wykwity o charakterze plam, grudek i pęcherzyków, przypominających zmiany w ospie wietrznej. W miarę ewolucji zmian powstają owrzodzenia, strupy, wybroczyny, ogniska martwicy. Lokalizacja zmian to zwykle skóra tułowia i powierzchnie zgięciowe bliższych części kończyn. Wykwity ustępują z pozostawieniem blizn albo odbarwionych plam. Pojawieniu się zmian skórnych może towarzyszyć podwyższona temperatura, uogólnione powiększenie węzłów chłonnych, zapalenie stawów.